# Weißfrauenkloster Mainz

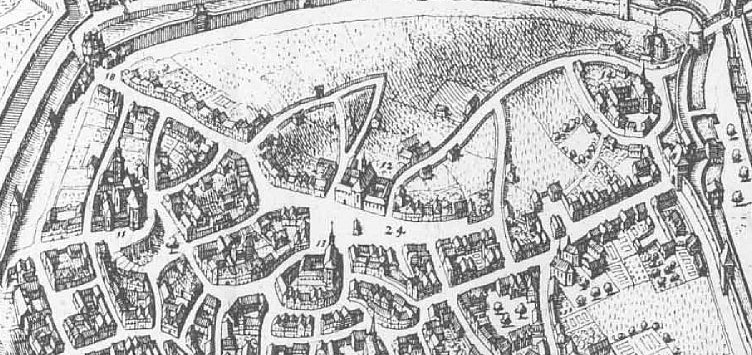
Das Mainzer Weißfrauenkloster (Nr. 12) am „Diebsmarckt“ (Nr. 24), dem heutigen Schillerplatz, Merian 1646; die Ansicht ist gewestet.

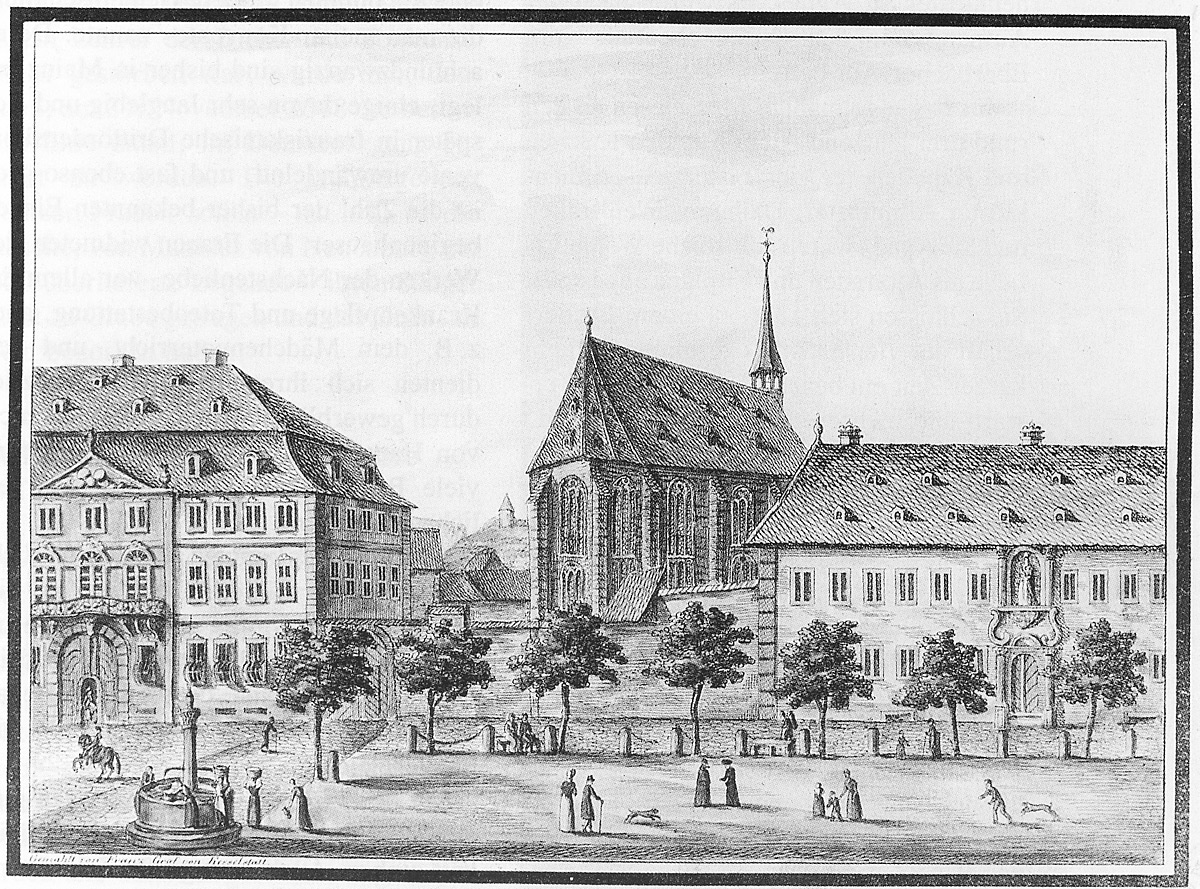
Ansicht des Klosters gegen Ende des 18. Jahrhunderts

Das Weißfrauenkloster Mainz (auch: Neumünsterkloster, Maria Magdalena-Kloster oder Kloster der Reuerinnen) war von 1252 bis 1802 ein Kloster zuerst der Magdalenerinnen, ab 1291 der Zisterzienserinnen am heutigen Schillerplatz in Mainz, Rheinland-Pfalz. 

## Geschichte

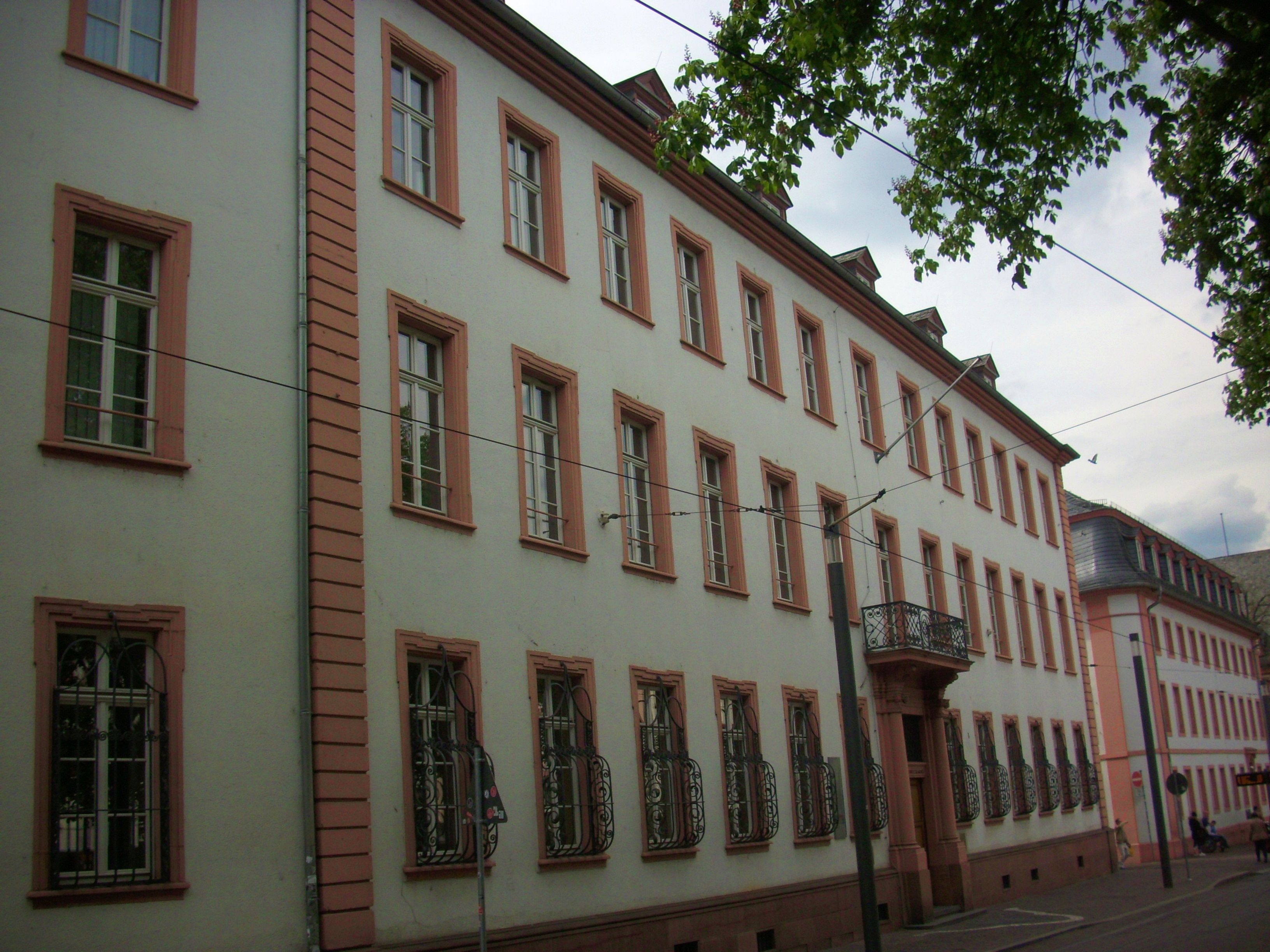
Fremdenbau des Weißfrauenklosters

Das Kloster der „weißen Frauen“, d. h. des Ordens der heiligen Maria Magdalena, wurde 1252 in Mainz für Frauen gestiftet, welche ein sündiges Leben monastisch bereuen wollten. 1291 trat der Konvent zum Zisterzienserorden über und wurde der Aufsicht durch Kloster Eberbach unterstellt. Als das Kloster 1802 aufgehoben wurde, lebten dort noch 17 Nonnen. Die Kirche wurde 1812 abgebaut. Das letzte bestehende Gebäude des Klosters ist das 1718 erbaute Gästehaus („Fremdenbau“), heute im Besitz der Industrie- und Handelskammer. Dort erinnert eine Tafel an das einstige Kloster.